# Jatimalang (Klirong)
Jatimalang is een bestuurslaag in het regentschap Kebumen van de provincie Midden-Java, Indonesië. Jatimalang telt 1752 inwoners (volkstelling 2010).